# Daniel de Oliveira
Daniel de Oliveira (Belo Horizonte, 19 de junio de 1977) es un actor brasileño.

## Vida privada
Entre 2004 y 2012, estuvo casado con la actriz Vanessa Giácomo, quien fue su pareja televisiva en la telenovela Cabocla. Del matrimonio nacieron dos hijos, Raul y Moisés. Mantuvo una relación de casi dos años con la actriz Débora Falabella

## Filmografía

### Televisión
| Año  | Título                                | Personaje                     |
| ---- | ------------------------------------- | ----------------------------- |
| 1998 | Brida                                 | Marquinhos                    |
| 1999 | Malhação                              | Marcos Almeida "Marquinhos"   |
| 2001 | A Padroeira                           | Padre Gregório                |
| 2004 | Um Só Coração                         | Bernardo Sousa Borba          |
| 2004 | Cabocla                               | Luís Jerônimo Vieira Pires    |
| 2005 | Hoje É Dia de Maria                   | Palhaço Quirino               |
| 2005 | Hoje É Dia de Maria - Segunda Jornada |                               |
| 2006 | Cobras & Lagartos                     | Daniel Salgado Miranda (Duda) |
| 2007 | Deseo prohibido                       | Henrique Novais de Toledo     |
| 2009 | Decamerão - A Comédia do Sexo         | Filipinho                     |
| 2009 | Som & Fúria                           | Jacques Maya                  |
| 2010 | Passione                              | Agnello Mattoli               |
| 2012 | Doce de Mãe                           | Jesus Medeiros                |
| 2014 | Doce de Mãe                           | Jesus Medeiros                |
| 2014 | La Fiesta                             | Bruno Ferraz                  |
| 2015 | Amorteamo                             | Chico                         |
| 2016 | Nada Será Como Antes                  | Otaviano Azevedo              |
| 2017 | Os Dias Eram Assim                    | Vitor Dumonte                 |